# برتوکور-پواردن
برتوکور-پواردن (به فرانسوی: Bertaucourt-Epourdon) یک کمون در فرانسه است که در ان (ا-دو-فرانس) واقع شده‌است. برتوکور-پواردن ۷٫۴۶ کیلومتر مربع مساحت دارد ۹۹ متر بالاتر از سطح دریا واقع شده‌است.